# Мартин Шийн
Мартин Шийн (на английски: Martin Sheen), роден Рамон Херардо Антонио Естевес (на испански: Ramón Gerardo Antonio Estévez), е американски актьор и политически активист.
Има испанско-ирландски произход. Баща е на актьорите Емилио Естевес, Чарли Шийн, Рамон Естевес и Рене Естевес. Също така има и брат актьор Джо Естевес. Носител е на награда Еми и на Златен глобус. Има звезда на Алеята на славата на Холивуд булевард.
Актьорът приема творческия си псевдоним в чест на католическия архиепископ и богослов Фултън Джон Шийн, популярен през 1950-те години със своите телевизионни участия.
Шийн е известен и като обществен деец, вземащ участие в различни антивоенни протестни акции и демонстрации в защита на човешките права, заради което многократно е арестуван от полицията.

## Биография

### Детство
Роден е в семейството на Мария Анна (родена Фелан), имигрантка от Типърари (Ирландия), и Франсиско Естевес, работник от Галисия (Испания). Мария Анна напуска Ирландия по време на Ирландската война за независимост, брат ѝ, Майкл Фелан, е боец на ИРА, лежал е в затвора. Бъдещият актьор е седмото от десетте деца в семейството (има осем братя и сестра). Майката умира, когато Мартин е на 11 години.
Преди да се преселят в САЩ, семейство Естевес живее на Бермудските острови, където бащата на Шийн е представител на IBM по продажба на касови апарати. В Дейтън Франсиско Естевес много години работи също във фабрика за производство на касови апарати. Мартин Шийн е първото от децата на Естевес, родени в Америка.

### Кариера
През 1979 г. се снима в станалия исторически филм „Апокалипсис сега“, който заклеймява войната във Виетнам. През 1982 г. участва в друг исторически филм – „Ганди“. През 2009 г. излизат филмите с негово участие „Конспирацията Ешелон“, „Любовта се случва“ и „Молба за дъжд“. Снима се и в телевизията, където е известен с участието си в успешния сериал „Западното крило“ (The West Wing).

## Личен живот
Шийн има общо четири деца, десет внуци и двама правнуци.
Мартин Шийн е привърженик на Демократическата партия.

## Избрана филмография
| Година | Филм                                       | Оригинално заглавие           | Роля                                | Режисьор            |
| ------ | ------------------------------------------ | ----------------------------- | ----------------------------------- | ------------------- |
| 1970   | Параграф 22                                | Catch-22                      | 1-й лейтенант Добс                  | Майк Никълс         |
| 1973   | Опасни земи                                | Badlands                      | Кийт                                | Терънс Малик        |
| 1979   | Апокалипсис сега                           | Apocalypse Now                | кап. Бенджамин Л. Уилард            | Франсис Форд Копола |
| 1982   | Ганди                                      | Gandhi                        | Винс Уокър                          | Ричард Атънбъро     |
| 1983   | Мъртвата зона                              | The Dead Zone                 | Грег Стилсън                        | Дейвид Кронънбърг   |
| 1989   | Операция „Nightbreaker“                    | Advance to Ground Zero        | д-р Александър Браун                | Питър Маркъл        |
| 1980   | Последният старт                           | The Final Countdown           | Уорън Ласки                         | Дон Тейлър          |
| 1991   | Прислужницата                              | The Maid                      | Антъни Уейн                         | Йън Тойнтън         |
| 1991   | Джей Еф Кей                                | JFK                           | разказвач (глас)                    | Оливър Стоун        |
| 1993   | Гетисбърг                                  |                               |                                     |                     |
| 1993   | Без умисъл                                 |                               |                                     |                     |
| 1994   | Розуел                                     |                               |                                     |                     |
| 1995   | Американският президент                    |                               |                                     |                     |
| 1996   | Живот сред ангели: Историята на Дороти Дей |                               |                                     |                     |
| 1997   | Споон                                      |                               |                                     |                     |
| 1997   | Смотаняци 2                                | Hot Shots! Part Deux          | капитан Бенджамин Л. Уилард (камео) | Джим Ейбрахамс      |
| 1997   | Истина и последици в Ню Мексико            |                               |                                     |                     |
| 1997   | Вражески води                              |                               |                                     |                     |
| 1997   | Вавилон 5: Реката на душите                | Babylon 5: The River of Souls | ловец на души                       | Джанет Грийк        |
| 1998   | Лесни пари                                 |                               |                                     |                     |
| 1999   | Ловци на зрелища                           |                               |                                     |                     |
| 1999   | Който търси - намира                       |                               |                                     |                     |
| 2001   | Апокалипсис сега: Прераждането             |                               |                                     |                     |
| 2002   | Четирите пера                              |                               |                                     |                     |
| 2002   | Хвани ме, ако можеш                        | Catch Me If You Can           | Роджър Стронг                       | Стивън Спилбърг     |
| 2006   | От другата страна                          | The Departed                  | Оливър Куинан                       | Мартин Скорсезе     |
| 2006   | Боби                                       | Bobby                         | Джек                                | Емилио Естевес      |
| 2006   | Граничен град                              | Bordertown                    | Джордж Морган                       | Грегъри Нава        |
| 2009   | Любовта се случва                          | Love Happens                  | Бащата на съпругата на Бърк         | Брандън Кемп        |
| 2009   | Конспирацията Ешелон                       | Echelon Conspiracy            | Реймънд Бърк                        | Грег Маркс          |
| 2011   | Двойна игра                                |                               |                                     |                     |
| 2012   | Невероятният Спайдър-Мен                   | The Amazing Spider-Man        | Чичо Бен                            | Марк Уеб            |